# Cillier Wochenblatt
Cillier Wochenblatt (slovensko: Celjski tednik) je bil časopis v nemšken jeziku, ki je pričel izhajajati leta 1848 v Celju. Ustanovil ga je tiskar Janez Krstnik Jeretin, njegova urednika pa sta bila J. E. Ganser ter Vincenz Prasch. Slednji je skrbel za uredništvo tudi pri kasnejšemu Cillier Zeitungu (Celjski časopis), v katerega se je Cillier Wochenblatt istega leta preimenoval. Časopis se je pod vplivom revolucionarnega leta 1848 zavzemal za enake pravice slovenskega ter nemškega prebivalstva. Istega leta pa je verjetno zaradi pomanjkanja zanimanja bralcev prenehal izhajati.